# Cenopalpus bagdasariani
Cenopalpus bagdasariani är en spindeldjursart som först beskrevs av Livschitz och P. Mitrofanov 1970.  Cenopalpus bagdasariani ingår i släktet Cenopalpus och familjen Tenuipalpidae. Inga underarter finns listade i Catalogue of Life.